# Simpulum

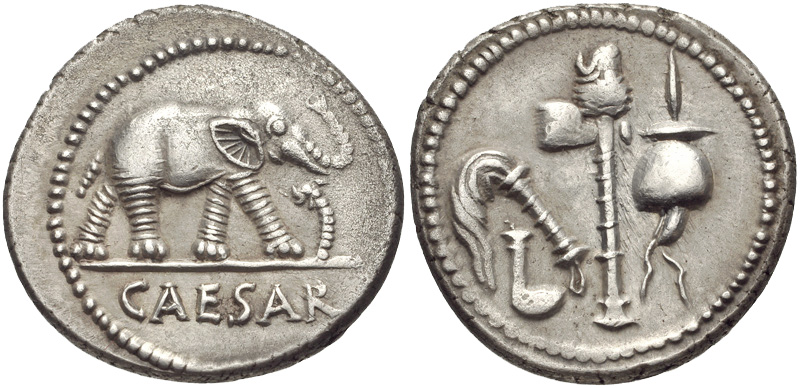
Denier de Jules César. Au revers, les instruments pontificaux du pontifex maximus : simpulum, aspersoir, hache pontificale (securis pontificalis ou sacēna ou dolabra pontificia, ou aciēris, avec laquelle la victime était abattue d'un coup porté à la tête), et bonnet avec l'apex des flamines.

Un simpulum était une sorte de louche à long manche, avec laquelle on puisait dans les cratères le vin des libations, dans les sacrifices.
On employait ce vase pour faire aux dieux, dans les sacrifices, les libations de vin. Nous voyons dans Festus qu’il n’avait pas même une capacité égale à un cyathe ; il contenait donc à peine 0,04 litre. La forme du simpulum était celle d’une petite coupe, avec une seule anse allongée verticalement. La matière dont il était formé variait suivant le luxe ou la pauvreté de l’autel ; il y en avait d’argent ; il y en avait d’airain et d’autres de bois ou de terre cuite. On trouve souvent le simpulum ou simpuvium représenté sur les médailles romaines. Ainsi, une pièce da la gens Seslia porte sur le revers un trépied ayant à sa gauche une sacena ou acieris, ou hache pontificale (securis pontificalis) et à sa droite un simpulum. Une autre pièce, appartenant à la gens Sulpicia, offre au revers un simpulum entre un couteau et une sacena ou acieris.
Les auteurs latins ont choisi quelquefois la nom de cette petite coupe pour signifier un très petit vase, une très petite quantité de liquide. Nous lisons, par exemple, dans Juvénal (Satires, VI, 342), que Numa se contentait d’un simpulum et d’un plat noir :
« Simpuvium ridere Numæ nigrumque catinum ».
Le nom du même vase se trouve dans un proverbe latin fort curieux que cite Cicéron (De leg., III, 16) : « Excitare fluctus in simpulo », ou bien in simpuvio (soulever des flots dans un simpulum). C’est textuellement ce que nous appelons : une tempête dans un verre d’eau.

## Source
Cet article est repris du Grand dictionnaire universel du XIXe siècle de Pierre Larousse.